# Preludier Historietter
Preludier Historietter är den andra delen i Skrifter av Hjalmar Söderberg från år 1919. I avdelningen Preludier finns det tre noveller, som inte är med i någon av de tidigare novellsamlingarna. Däremot ingår det fyra noveller från Främlingarna (1903) och en novell från Det mörknar över vägen (1907) i avdelningen.

## Innehåll
Delen innehåller följande åtta noveller:
- Skilda vägar, Vid korsvägen (maj 1889)
- En dödsbädd, Dödsscen (mars 1890)
- Porträttet (sep 1893)
- Ur glömskan (1892-1893), från Främlingarna (1903)
- Fröken Hall (sep 1893), från Främlingarna (1903)
- Margot (1893-1894), från Främlingarna  (1903)
- Flodfart (okt 1893), från Det mörknar öfver vägen (1907)
- Med strömmen (1898), från Främlingarna (1903)